# Germany's Next Topmodel (mùa 4)
Germany's Next Topmodel, Mùa 4 là mùa thứ bốn của Germany's Next Topmodel (thường được viết tắt là GNTM) được phát sóng trên mạng lưới truyền hình Đức ProSieben. Chương trình bắt đầu phát sóng vào ngày 12 tháng 2 năm 2009.
Người chiến thắng của mùa giải này là Sara Nuru, 19 tuổi từ Munich. Cô giành được:
- 1 hợp đồng người mẫu với OneEins GmbH Management trị giá 200.000€
- Lên ảnh bìa tạp chí Cosmopolitan
- 1 hợp đồng quảng cáo cho C&A & Maybelline
- 1 chiếc Suzuki Swift Sport

## Các thí sinh
(Tuổi tính từ ngày dự thi)
| Thí sinh           | Tuổi | Chiều cao               | Quê quán          | Bị loại ở | Hạng  |
| ------------------ | ---- | ----------------------- | ----------------- | --------- | ----- |
| Olivia Bermann     | 20   | 1,77 m (5 ft 9+1⁄2 in)  | Berlin            | Tập 4     | 17–15 |
| Johanna Popp       | 21   | 1,81 m (5 ft 11+1⁄2 in) | Nuremberg         | Tập 4     | 17–15 |
| Daphne Braun       | 17   | 1,73 m (5 ft 8 in)      | Melle             | Tập 4     | 17–15 |
| Tessa Bergmeier    | 19   | 1,80 m (5 ft 11 in)     | Überlingen        | Tập 5     | 14    |
| Dana Franke        | 20   | 1,77 m (5 ft 9+1⁄2 in)  | Berlin            | Tập 6     | 13    |
| Tamara Busch       | 16   | 1,75 m (5 ft 9 in)      | Giessen           | Tập 7     | 12–11 |
| Aline Bauer        | 19   | 1,77 m (5 ft 9+1⁄2 in)  | Marbach am Neckar | Tập 7     | 12–11 |
| Stefanie Theissing | 21   | 1,80 m (5 ft 11 in)     | Münster           | Tập 9     | 10    |
| Katrina Scharinger | 19   | 1,79 m (5 ft 10+1⁄2 in) | Nuremberg         | Tập 10    | 9     |
| Larissa Marolt     | 16   | 1,75 m (5 ft 9 in)      | Carinthia, Áo     | Tập 11    | 8     |
| Ira Meindl         | 21   | 1,78 m (5 ft 10 in)     | Cologne           | Tập 12    | 7     |
| Sarina Nowak       | 17   | 1,74 m (5 ft 8+1⁄2 in)  | Uelzen            | Tập 13    | 6     |
| Maria Beckmann     | 19   | 1,79 m (5 ft 10+1⁄2 in) | Würzburg          | Tập 14    | 5–4   |
| Jessica Motzkus    | 20   | 1,77 m (5 ft 9+1⁄2 in)  | Wolfsburg         | Tập 14    | 5–4   |
| Marie Nasemann     | 19   | 1,77 m (5 ft 9+1⁄2 in)  | Gauting           | Tập 16    | 3     |
| Mandy Bork         | 17   | 1,75 m (5 ft 9 in)      | Witten            | Tập 16    | 2     |
| Sara Nuru          | 19   | 1,76 m (5 ft 9+1⁄2 in)  | Munich            | Tập 16    | 1     |

## Thứ tự gọi tên
| Thứ tự | Tập      | Tập      | Tập      | Tập      | Tập      | Tập      | Tập     | Tập     | Tập     | Tập     | Tập     | Tập   | Tập   | Tập |  |
| Thứ tự | 3        | 4        | 5        | 6        | 7        | 9        | 10      | 11      | 12      | 13      | 14      | 16    | 16    |     |  |
| ------ | -------- | -------- | -------- | -------- | -------- | -------- | ------- | ------- | ------- | ------- | ------- | ----- | ----- | --- |  |
| 1      | Ira      | Larissa  | Larissa  | Marie    | Marie    | Mandy    | Maria   | Marie   | Sara    | Sara    | Sara    | Sara  | Sara  |     |  |
| 2      | Mandy    | Tessa    | Sarina   | Stefanie | Larissa  | Sara     | Jessica | Maria   | Mandy   | Mandy   | Marie   | Mandy | Mandy |     |  |
| 3      | Jessica  | Jessica  | Maria    | Maria    | Jessica  | Sarina   | Mandy   | Mandy   | Maria   | Maria   | Mandy   | Marie |       |     |  |
| 4      | Daphne   | Sara     | Aline    | Sara     | Mandy    | Marie    | Marie   | Sara    | Sarina  | Marie   | Jessica |       |       |     |  |
| 5      | Tamara   | Katrina  | Marie    | Katrina  | Maria    | Larissa  | Sara    | Sarina  | Marie   | Jessica | Maria   |       |       |     |  |
| 6      | Dana     | Ira      | Jessica  | Ira      | Ira      | Maria    | Ira     | Ira     | Jessica | Sarina  |         |       |       |     |  |
| 7      | Olivia   | Stefanie | Sara     | Larissa  | Sarina   | Jessica  | Larissa | Jessica | Ira     |         |         |       |       |     |  |
| 8      | Stefanie | Aline    | Ira      | Aline    | Katrina  | Ira      | Sarina  | Larissa |         |         |         |       |       |     |  |
| 9      | Johanna  | Maria    | Mandy    | Tamara   | Sara     | Katrina  | Katrina |         |         |         |         |       |       |     |  |
| 10     | Marie    | Marie    | Stefanie | Sarina   | Stefanie | Stefanie |         |         |         |         |         |       |       |     |  |
| 11     | Katrina  | Mandy    | Dana     | Jessica  | Aline    |          |         |         |         |         |         |       |       |     |  |
| 12     | Aline    | Dana     | Tamara   | Mandy    | Tamara   |          |         |         |         |         |         |       |       |     |  |
| 13     | Tessa    | Tamara   | Katrina  | Dana     |          |          |         |         |         |         |         |       |       |     |  |
| 14     | Maria    | Sarina   | Tessa    |          |          |          |         |         |         |         |         |       |       |     |  |
| 15     | Sara     | Daphne   |          |          |          |          |         |         |         |         |         |       |       |     |  |
| 16     | Sarina   | Johanna  |          |          |          |          |         |         |         |         |         |       |       |     |  |
| 17     |          | Olivia   |          |          |          |          |         |         |         |         |         |       |       |     |  |

     Thí sinh bị loại
     Thí sinh chiến thắng cuộc thi
- Thứ tự gọi tên chỉ lần lượt từng người an toàn
- Trong tập 1, các thí sinh bán kết từ Düsseldorf đã được chọn.
- Trong tập 2, các thí sinh bán kết từ Munich đã được chọn.
- Sau khi sáp nhập cả hai nhóm thí sinh bán kết vào Berlin, những thí sinh chung cuộc đã được chọn trong tập 3.
- Trong tập 4, Larissa, người chiến thắng trong Austria's Next Topmodel, Mùa 1 đã được bổ sung vào dàn thí sinh.
- Trong tập 6, Mandy đã không có mặt tại phòng đánh giá vì lý do y tế.
- Trong tập 8, không có ai bị loại.
- Việc loại bỏ Jessica đã không được hiển thị cho đến khi bắt đầu tập 15.

### Buổi chụp hình
- Tập 1: Ảnh casting ở Düsseldorf (casting phần 1)
- Tập 2: Ảnh casting ở Munich (casting phần 1)
- Tập 3: Nữ hoàng băng (casting phần 2)
- Tập 4: Tạo dáng với chiếc xe đang cháy trên sa mạc theo cặp
- Tập 5: Bị treo trên khinh khí cầu
- Tập 6: Ảnh cô dâu trắng đen
- Tập 7: Áo tắm dưới trời mưa
- Tập 8: Tạo dáng dưới nước
- Tập 9: Múa cột
- Tập 10: Quảng cáo cho đồ lót Wonder Bra
- Tập 11: Nữ danh ca nổi tiếng
- Tập 12: Ngôi sao nhạc rock
- Tập 13: Vẻ đẹp của nước Mĩ
- Tập 14: Ảnh bìa tạp chí Cosmopolitan
- Tập 15: Ảnh bìa tạp chí Elle Singapore
- Tập 16: Cưỡi bò tót